# Hans Jakob Oeri

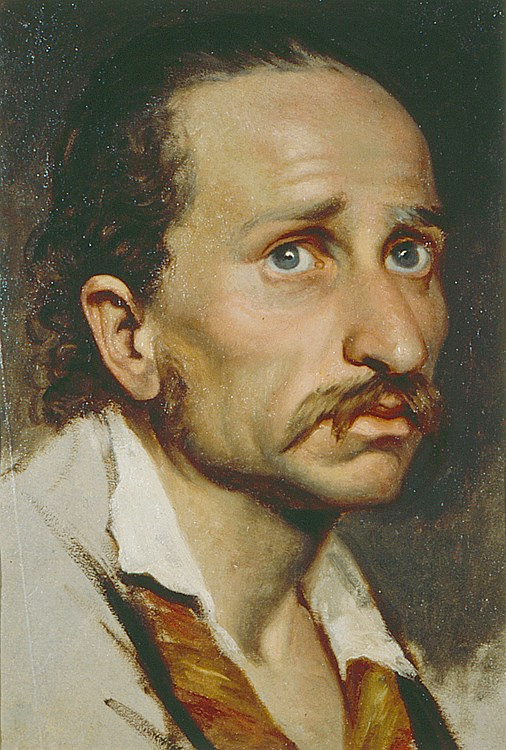
Selbstbildnis

Hans Jakob Oeri (* 16. Dezember 1782 in Kyburg; † 24. Februar 1868 in Zürich) war ein Schweizer Porträt- und Historienmaler, Zeichner und Lithograf.

## Biografie
Hans Jakob Oeri, geboren als Sohn eines Pfarrers, verbrachte seine Jugend in Kyburg und Regensdorf. Ab dem Jahr 1800 war er Schüler des Winterthurer Landschaftsmalers Johann Kaspar Kuster. Nach zwei Jahren stellte Oeri in Zürich ein Selbstporträt aus, das von Johann Martin Usteri gelobt wurde. 1803 reiste er gemeinsam mit dem Porträtisten David Sulzer nach Paris, wo er vier Jahre lang Schüler von Jacques-Louis David war. Oeri zeigte 1804 und 1805 Porträts auf einer Kunstausstellung in Zürich. Dorthin zurückgekehrt, beschäftigte er sich mit der Bildnismalerei. 1807 wurde er Mitglied der Zürcher Künstlergesellschaft.
In Begleitung des Basler Landschaftsmalers Jakob Christoph Miville reiste er 1809 nach Russland. Zuerst kamen beide nach Moskau, bald wechselte Miville nach St. Petersburg. Oeri blieb in Moskau, wo er als Lehrer und Porträtmaler arbeitete. Er wurde 1812 Augenzeuge des Brandes von Moskau, in dem er viele seiner Werke verlor. Er malte danach viele Bilder, die den Brand darstellten. Er blieb acht Jahre lang in Russland. Danach liess sich Oeri in Lübeck und endgültig in Zürich nieder.
Neben der Malerei beschäftigte sich Oeri auch mit der Lithografie, wobei er neben Porträts auch Werke grosser Meister – Hans Holbeins des Jüngeren, Raffaels, Friedrich Overbecks – im Auftrag reproduzierte. Aus Anlass der Fünfhundertjahrfeier des Beitritts Zürichs zur Eidgenossenschaft 1851 wurde Oeri zusammen mit Ludwig Vogel, David Eduard Steiner und Johann Konrad Zeller beauftragt, die Zürcher Festhütte auszuschmücken. Die Künstler schufen ein grossformatiges Historienbild Rückkehr der siegreichen Zürcher aus der Schlacht bei Tättwil. Oeri schuf zehn Quarthefte Etudes de costumes de tous les siècles de l’ère chrétienne mit historischen Kostümstudien. In Oeris Nachlass wurden zahlreiche historische Kompositionen gefunden, die der Künstler nie ausgestellt hat.